# Susanne Langer
Susanne Katherina Langer (Manhattan, Nova York, 20 de desembre de 1895 − Old Lyme, Connecticut, 17 de juliol de 1985) va ser una filòsofa estatunidenca seguidora de Ernst Cassirer i influïda per Ludwig Wittgenstein. És coneguda principalment pel seu llibre Philosophy in a New Key. Langer realitza un estudi del simbolisme de la raó, del ritu i de l'art. Va obtenir el títol de doctorat a la Universitat Harvard el 1926 i posteriorment va exercir com a professora a Viena, al Radcliffe College, al Connecticut College de la Dona i a la Universitat de Colúmbia.
Langer entenia que la investigació filosòfica s'ha de centrar en els símbols i en tota la simbolització que realitzen les activitats humanes en l'art, la religió o la ciència. Es va oposar tant a l'idealisme tant com a l'empirisme, distingint entre senyals (ja usades pels animals), signes (unió de significat i significant) i símbols (usats per parlar sobre realitats). Aquests últims són el que distingeix els éssers humans de la resta d'éssers vius. Fins i tot els estímuls sensorials són símbols per a l'home, ja que els interpreta com a indicadors d'altres entitats

## Obres destacades
- The Practice of Philosophy (1930)
- An Introduction to Symbolic Logic (1937)
- Philosophy in a New Key: A Study in the Symbolism of Reason, Rite, and Art (1942).
- Feeling and Form: A Theory of Art (1953)
- Mind: An Essay on Human Feeling (1967/82)